# Mazie, Oklahoma
Mazie, Oklahoma (енгл. Mazie) насељено је место без административног статуса у америчкој савезној држави Оклахома.

## Демографија
По попису из 2010. године број становника је 91, што је 3 (3,4%) становника више него 2000. године.
| Група             | 2000.      | 2010.      |
| Белци             | 73 (83,0%) | 59 (64,8%) |
| Афроамериканци    | 8 (9,1%)   | 13 (14,3%) |
| Азијати           | 0 (0,0%)   | 2 (2,2%)   |
| Хиспаноамериканци | 0 (0,0%)   | 0 (0,0%)   |
| Укупно            | 88         | 91         |